# Skibstømrer
En skibstømmermand eller skibstømrer betegner generelt håndværkere, der bygger både eller skibe af træ i modsætning til skibsbyggeren, der i dag er defineret som en jernsmed. 
Der findes flere specialer inden for skibstømrer- eller bådebyggerfaget, heriblandt mastemager. Riggeren og sejlmageren hører kun til dels med under træsmedene, og kun riggeren er omtalt.
Værktøjet, der anvendes af skibstømreren, er i store træk identisk med det, der generelt anvendes af træsmede og meget af det har holdt sig uforandret i det mindste siden engang i 1600-tallet.
Værktøjet opbevares i den særlige kabyskasse, kabyskiste eller i en skibskiste med det karakteristiske skrå låg. Kalfatreværktøjet er i en digtekiste eller i kalfatrepose,  der er lig en sejlmagerpose/sejlmagersæk. Bådebyggere har et antal større og mindre skarøkser i brug og i særlige tilfælde en stangskølp.
Udtrykket klamphugger, som i dag anvendes om en, der udfører dårligt (håndværks-)arbejde, er et gammelt udtryk for en skibstømrer, som ikke var omhyggelig nok med opmåling af sit arbejde, men som blot tilhuggede på øjemål med sin skarøkse.
Et mere venligt ment gammelt ord for skibstømrer er "bræddebisse".